# Chotěnov
Chotěnov är en ort i Tjeckien.   Den ligger i regionen Pardubice, i den centrala delen av landet, 130 km öster om huvudstaden Prag. Chotěnov ligger 502 meter över havet och antalet invånare är 131.
Terrängen runt Chotěnov är platt åt nordost, men åt sydväst är den kuperad. Runt Chotěnov är det tätbefolkat, med 266 invånare per kvadratkilometer. Närmaste större samhälle är Vysoké Mýto, 14,6 km norr om Chotěnov. Trakten runt Chotěnov består till största delen av jordbruksmark.